# Sportsklubben Freidig
L'Sportsklubben Freidig és un club esportiu noruec de la ciutat de Trondheim.

## Història
El club va ser fundat el 1903, amb seccions de futbol, handbol, orientació i esquí nòrdic. En futbol guanyà la lliga la temporada 1947-48, i en handbol la lliga femenina els anys 1971 i 1985. També ha guanyat diverses medalles en atletisme, orientació i esquí.

## Palmarès
- Lliga noruega de futbol:
  - 1947-48

## Esportistes destacats
- Olav Lian, esquí camp a través
- Gunnar Dahlen, futbolista internacional amb Noruega[3]
- Gunnar Dybwad, futbolista internacional amb Noruega[3]
- Arne Legernes, futbolista internacional amb Noruega[3]
- Thor Moxnes, futbolista internacional amb Noruega[3]
- Jann Sørdahl, futbolista internacional amb Noruega[3]